# 132.ª Brigada Mixta (Ejército Popular de la República)
La 132.ª Brigada mixta fue una unidad del Ejército Popular Republicano formada en defensa de la Segunda República Española durante la guerra civil española, creada el 11 de junio de 1937 a partir de la Columna Macià-Companys y que orgánicamente dependía de la 30.ª División, englobada en el XII Cuerpo del Ejército de la República.

## Composición
Estaba formada por 4 batallones: 2 de Estat Català, 1 del PSUC y 1 organizado a partir del primer regimiento militar organizado en Lérida. Cada batallón se subdividía en 4 compañías. Muchos de sus componentes procedían de la columna «Macià-Companys», formada por nacionalistas catalanes procedentes de Estat Català y ERC.

## Historial
Quedó incorporada a la 30.ª División. Inmediatamente tras su formación fue enviada a Teruel, donde tuvo una actuación destacada en los sectores de Cervera del Rincón, Armillas, Utrillas y Pancrudo. También incorporaron al control de la República zonas rurales de Teruel que se encontraban bajo control de los anarquistas de la CNT-FAI, restaurando cierto orden. 
El 5 de febrero de 1938 defendieron las posiciones de la ofensiva franquista en Utrillas y Montalbán (Teruel). Un mes después, el 9 de marzo de 1938, durante la ofensiva de las tropas franquistas a San Martín del Río y Viver del Río, aguantaron la posición cinco días siendo condecorados con el distintivo de Niño de Combate. 
El 14 de marzo relevaron la posición de la 68.ª División en Palomar del Arroyo y protagonizaron una heroica resistencia en Alcolea del Pinar. 
Hacia el 15 de abril de 1938 un fuerte ataque navarro les hace huir por territorio francés. Las noticias hablan de más de 9.000 militares, más personal civil, los que huyen por los Pirineos.
El 23 de abril sustituyeron a la 117.ª Brigada Mixta en Molinos (Torre de Cabdella), donde fueron atacados con artillería y aviación por el bando franquista, y se replegaron hacia La Iglesuela del Cid y Villafranca del Cid. 
En mayo se retiraron hacia la carretera Albocácer-Castellón, adquiriendo una fuerte posición en la Mola de Ares (montaña situada en Ares del Maestre). Cuando en junio de 1938 cayó Castellón de la Plana, se replegaron hacia Alcalá de Chivert y, en agosto, a Chiva de Morella.
Al finalizar los combates en Levante la brigada se encontraba agregada a la 61.ª División.
En enero de 1939 se encontraba adscrita a la 51.ª División, en Extremadura. Unos meses después, en marzo, fueron enviados al puerto de Alicante para ser evacuados, pero los barcos no llegaron y fueron hechos prisioneros. Muchos de ellos fueron enviados al Campo de concentración de Albatera, del cual algunos pudieron salir con avales de personas adictas a Franco. Los mandos que no consiguieron huir hacia el exilio fueron ejecutados por los franquistas.

## Mandos
Comandantes
- comandante de infantería Eduardo López Gómez;
- mayor de milicias Francisco Villamón Ustal;
- mayor de milicias Antonio Bárcena Rufo;

Comisarios
- José Vázquez Vázquez, del PSUC;[6]